# 里什瓦勒
里什瓦勒（法語：Richeval，法語發音：[ʁiʃval]；洛林语：Rougeri）是法国摩泽尔省的一个市镇，属于萨尔堡-萨兰堡区。

## 地理
里什瓦勒（48°38'9"N, 6°54'39"E）面积4.92 平方千米，位于法国大東部大區摩泽尔省，该省份为法国东北部内陆省份，是洛林的一部分，西南接默尔特-摩泽尔省，东临下莱茵省，北与卢森堡和德国接壤。
与里什瓦勒接壤的市镇（或旧市镇、城区）包括：弗雷蒙维尔、戈涅、富尔克雷、阿蒂尼、伊比尼、圣乔治。

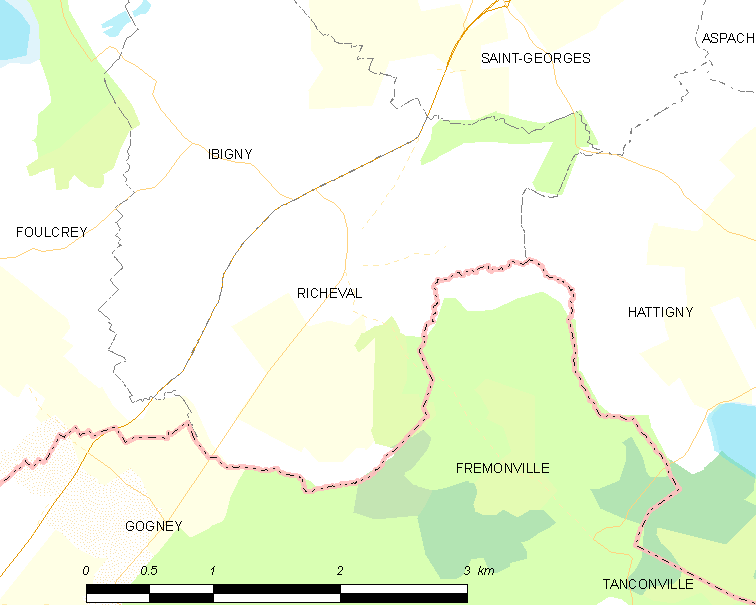
里什瓦勒的OSM定位图

里什瓦勒的时区为UTC+01:00、UTC+02:00（夏令时）。

## 行政
里什瓦勒的邮政编码为57830，INSEE市镇编码为57583。

## 政治
里什瓦勒所属的省级选区为萨尔堡县。

## 人口

1962-2008年间里什瓦勒人口变化图示

里什瓦勒于2022年1月1日时的人口数量为115人。